# Devils Tower National Monument
Der Devils Tower (Englisch für „Teufelsturm“) ist ein turmartiger Härtling magmatischen Ursprunges am Nordwestrand der Bear Lodge Mountains (nordwestliche Black-Hills-Uplift) im Crook County im Nordosten des US-Bundesstaates Wyoming. Er erhebt sich etwa 265 Meter über sein unmittelbares Umland und besitzt einen Durchmesser von fast 150 Metern. Der Felsen taucht in Überlieferungen mehrerer Völker der Prärieindianer auf.
Das Gebiet wurde am 24. September 1906 durch Präsident Theodore Roosevelt gemäß dem damals neuen Antiquities Act als erstes National Monument unter dem Namen Devils Tower National Monument ausgewiesen. Es wird vom National Park Service betreut.

## Geologie

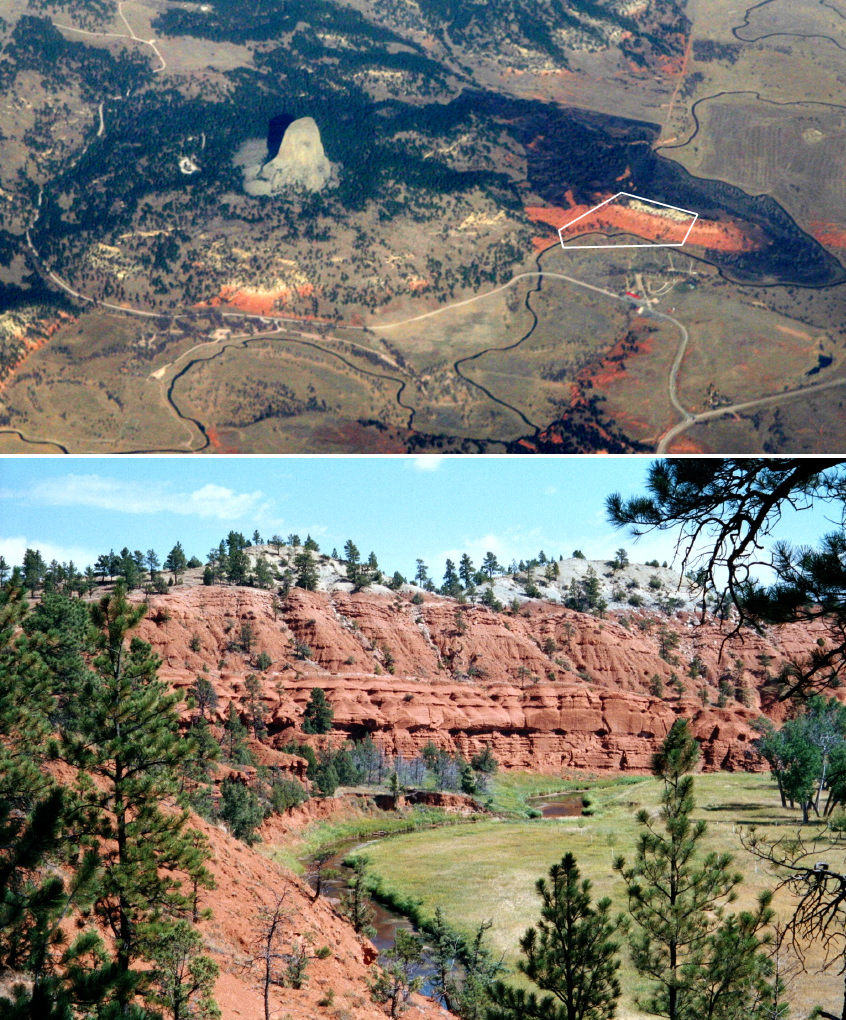
Oben: Luftaufnahme des Devils Tower National Monument von Süden mit deutlich sichtbaren Aufschlüssen der terrestrischen Rotsedimente der Spearfish-Formation (Trias).
Unten: Aufschluss der Spearfish-Formation mit auflagernder Basis der Gypsum-Springs-Formation am nördlichen Ufer des Belle Fourche River (Position siehe weißer Rahmen im oberen Bild).

Der Devils Tower ragt aus einer Hochebene aus mesozoischen Sedimentgesteinen hervor, in der neben Ton- und Schluffsteinen der Trias (Spearfish-Formation) vor allem gipsreiche Schichten des mittleren Jura (Gypsum-Springs-Formation) sowie überwiegend Ton-, Schluff- und Sandsteine des späteren Jura (Sundance-Formation, Morrison-Formation) und der frühen Kreide (Inyan-Gruppe, Skull-Creek-Shale, Newcastle-Sandstone, Mowry-Shale) zutage treten.
Der Devils Tower selbst besteht in Gänze aus dem alkalischen Vulkangestein Phonolith („Phonolithporphyr“, in älterer Literatur Trachyt). Er ist deutlich jünger als das umliegende Sedimentgestein und entstand vor etwa 50 Millionen Jahren im Eozän, während der laramischen Gebirgsbildung, infolge der plattentektonischen Vorgänge im Westen Nordamerikas: Der auf den Westrand der Nordamerikanischen Plattform ausgeübte Druck führte zur domartigen Heraushebung der präkambrischen und paläozoischen Gesteine der Black Hills aus dem Untergrund. Mit der Heraushebung ging ein alkalischer Magmatismus einher, der auf den nördlichen Teil der Black-Hills-Uplift beschränkt ist und vermutlich mit der Reaktivierung einer tiefreichenden Störung im präkambrischen Grundgebirge (die nordwestliche Verlängerung der Sage-Creek-Störung) in Zusammenhang steht, die als Aufstiegsbahn für unter anderem jenes Magma gedient haben könnte, aus dem der Devils Tower hervorging.
Nachdem sich dieses Magma in den mesozoischen Sedimenten Platz geschaffen hatte und dort verweilte, kühlte es ab und erstarrte zu Gestein. Durch die Volumenabnahme während des Erstarrungsprozesses bildete sich ein sehr regelmäßiges Muster aus Schrumpfungsklüften, die das Gestein in Säulen (Lavasäulen) teilten. Diese Säulen sind im Querschnitt überwiegend sechseckig. Es kommen aber auch Säulen mit fünf- und viereckigem Querschnitt vor. Ob ein Teil dieses Magmas jemals die Erdoberfläche erreichte oder wie nah es ihr kam, ist ungeklärt. Daher kann nicht beantwortet werden, ob es sich beim Devils Tower um einen „Neck“ handelt, also einen Pfropfen im Schlot eines Vulkans, oder ob ein Lakkolith vorliegt, der in größerer Entfernung zur Erdoberfläche erstarrte. Dass in der weiten Umgebung keinerlei Spuren auf oberirdischen Vulkanismus hindeuten, spricht für die Lakkolith-Hypothese. Vulkanische Aschen sowie Lavaströme und andere Hinweise könnten aber durch zwischenzeitliche Erosion heute schlicht nicht mehr vorhanden sein. Etwa fünf Kilometer nordwestlich des Towers liegen die Missouri Buttes, eine Gruppe wesentlich kleinerer vulkanischer Härtlinge aus Trachyt und Phonolith, die mit etwa 50 Millionen Jahren ähnlich alt sind wie der Devils Tower. Sowohl die Missouri Buttes als auch der Devils Tower sind jedoch hinsichtlich ihrer Grundfläche winzig im Vergleich zu den Vulkanitkomplexen in den Bear Lodge Mountains und den eigentlichen Black Hills weiter im Südosten.
Im weiteren Verlauf des Känozoikums wurden paläogene und spätkreidezeitliche Sedimente großflächig in der Black-Hills-Region abgetragen (Denudation). Da der Devils Tower aus deutlich erosionsresistenterem Gestein besteht, als die ihn umgebenden und vermutlich ursprünglich überdeckenden Schichten, wurde er aus der Umgebung herauspräpariert und zu seiner heutigen Gestalt geformt. Er überragt sein unmittelbares Umland heute um etwa 265 m und das Bett des Belle Fourche Rivers um etwa 385 m. Sein höchster Punkt liegt auf 1559 m über Meereshöhe. Der Stumpf ist von Schutthalden umgeben, die aus Phonolithbruchstücken und brekziiertem Umgebungsgestein bestehen.

## Landschaft

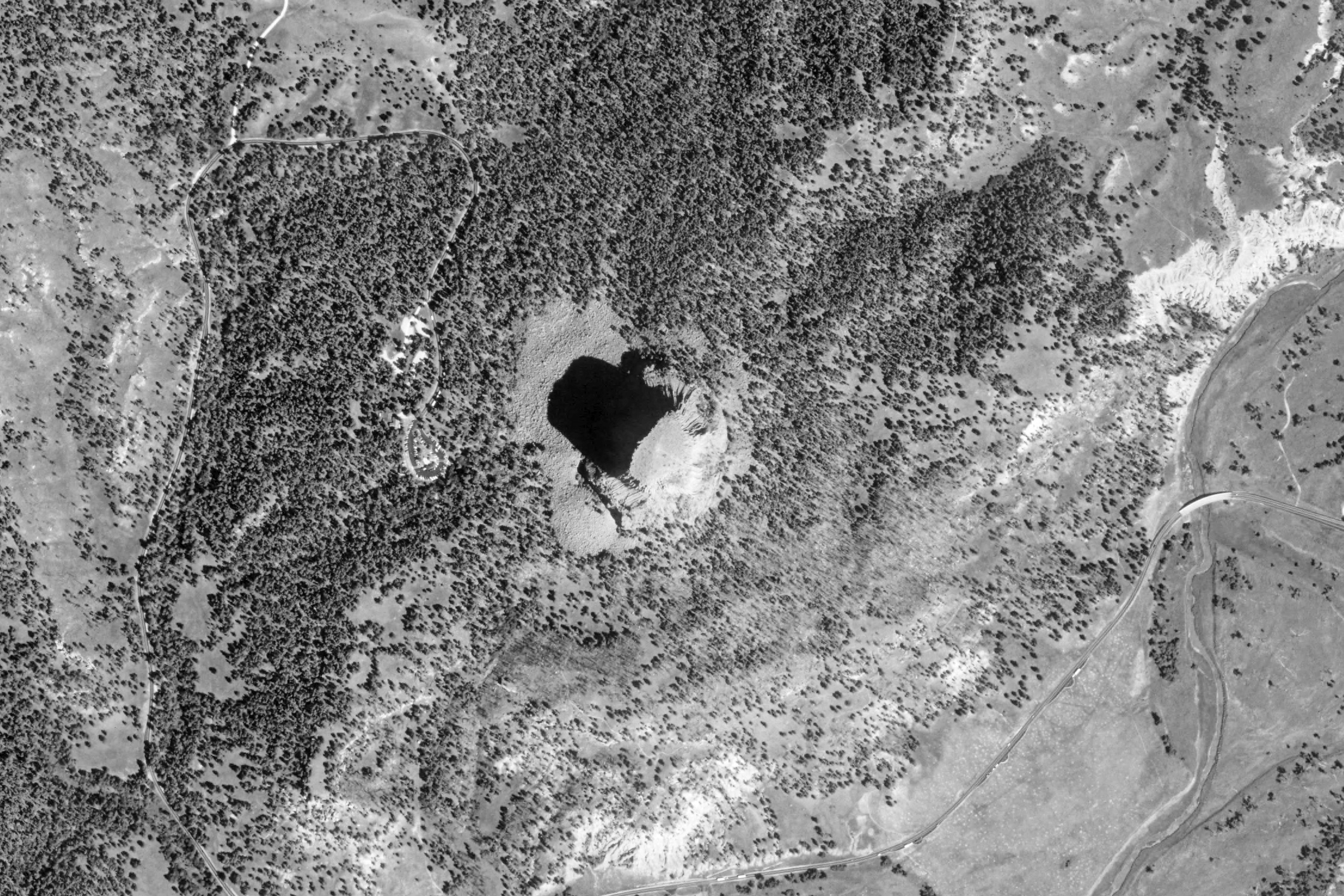
Luftaufnahme des Devils Towers mit nahezu senkrechtem Blick auf das faktisch brettebene Gipfelplateau des Felsens

Die vom Devils Tower überragte Hochebene ist zu großen Teilen mit einem Wald bestanden, der überwiegend aus Gelb-Kiefern besteht. Ursprünglich war die Region locker bewaldet. Durch die jahrzehntelange Unterdrückung von Waldbränden sind die Wälder heute unnatürlich dicht. Der National Park Service legt im Schutzgebiet seit den 1990er Jahren absichtlich zu geeigneten Zeiten kleine Brände, um die Wälder zu verjüngen und zu öffnen.

## Indianische Mythen
Die auffallende Form des Berges macht den Devils Tower zu einem Gegenstand der indianischen Mythologie. Gemäß dem Native American Graves Protection and Repatriation Act (NAGPRA) aus dem Jahr 1990 wurden alle Völker befragt, die jemals mit der Region im Nordosten Wyomings in Verbindung standen, ob ihre Überlieferungen auch den Devils Tower einschließen. In der 1993 veröffentlichten Studie gaben 21 Völker an, kulturelle Beziehungen zum Berg zu haben.
Die Kiowa-Indianer nennen den Devils Tower „Tso-aa“ (engl. Tree Rock, „Baumfels“, wahrscheinlich weil er aufragt wie ein Baum). Ihrer Sage nach entstand der Berg, als ihre Vorfahren in dieser Gegend ein Dorf errichteten. Eines Tages spielten sieben kleine Mädchen in einiger Entfernung zum Dorf. Sie wurden von mehreren Bären entdeckt und die Mädchen eilten zum Dorf. Die Bären jedoch erreichten die Mädchen weit vor dem Dorf. In ihrer Not kletterten die Mädchen auf einen kleinen Felsbrocken. Sie flehten den Stein an: „Fels, habe Mitleid mit uns, Fels rette uns“. Der Fels erhörte die Mädchen und fing an in die Höhe zu wachsen. Die Bären sprangen den Felsen in ihrer Wut an, brachen riesige Felsbrocken aus ihm heraus und kratzten mit ihren Krallen tiefe Rillen und Spalten in den Felsen, jedoch konnten sie die Mädchen nicht erreichen. Der Fels wuchs und wuchs bis in den Himmel hinein. Die Mädchen sind noch immer im Himmel, als sieben kleine Sterne am Firmament: die Plejaden.
Die Lakota- und Dakota-Indianer aus der Familie der Sioux bringen den Devils Tower mit White Buffalo Woman in Verbindung. Sie soll ihnen an diesem Ort die Heilige Pfeife und die Sieben Riten der Völker übergeben haben. Die Pfeife soll bis heute in einer geheimen Höhle auf der Südseite des Berges liegen.
Für die Cheyenne ist der Devils Tower der Ort, an dem ihr legendärer Held Sweet Medizine die vier heiligen Pfeile in einer geheimen Höhle auf der Nordseite des Berges hinterlegt hat. Er sei auch am Berg gestorben, weshalb die Cheyenne ihn hier in Zeremonien ehren.

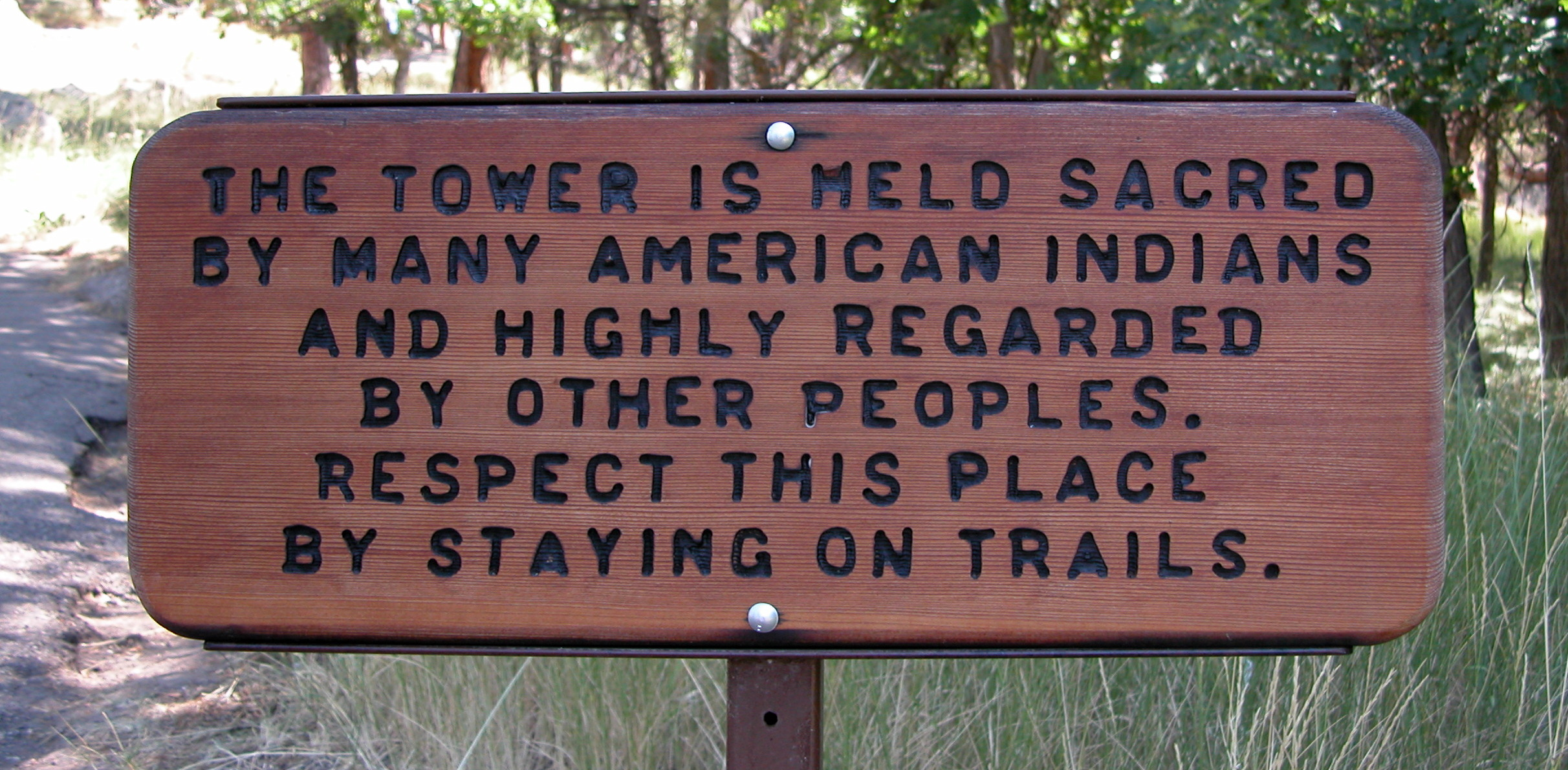
Schild im Devils Tower National Monument, das darauf hinweist, dass man auf den Pfaden bleiben soll

Ein Schild beim Devils Tower trägt die Inschrift: „The tower is held sacred by many American Indians and highly regarded by other peoples. Respect this place by staying on trails“ (auf Deutsch: „Der Turm ist vielen Indianern heilig und hoch angesehen von anderen Völkern. Respektieren Sie diesen Ort, indem Sie auf den Pfaden bleiben“).

## Geschichte

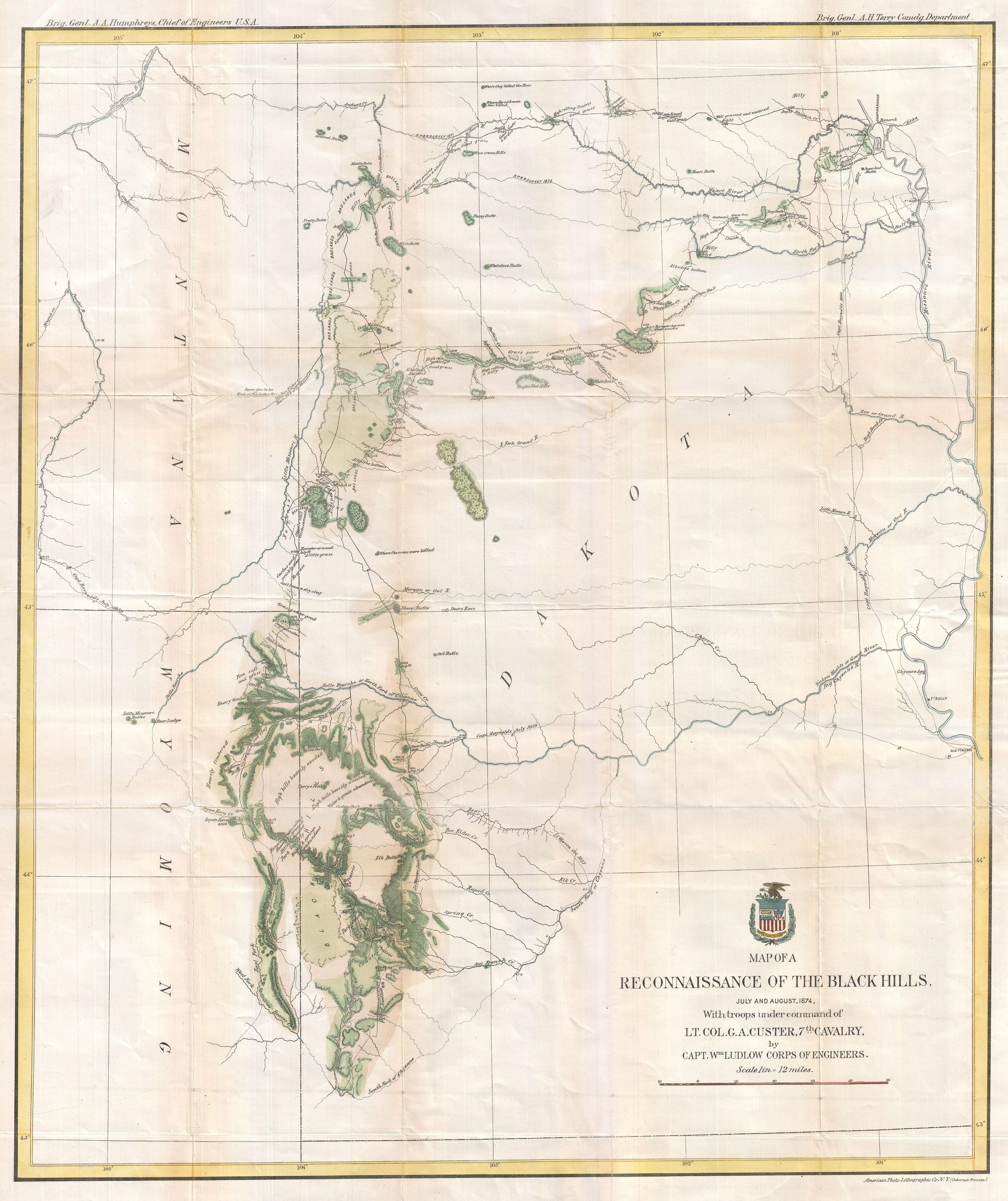
Karte der Region um und einschließlich der Black Hills, angefertigt von William Ludlow im Jahre 1874 nach den Erkenntnissen der Custer-Expedition. Der Devils Tower ist unter dem Namen „Bear Lodge“ verzeichnet.

Verschiedene Völker der Sioux, die Cheyenne, Kiowas, Crow, Arapaho, Blackfoot und andere nutzten die nördlichen Prärien als Jagdgebiet. Mit dem Vorrücken der Weißen nach Westen wurden immer mehr ehemals weiter östlich siedelnde Indianer in die Great Plains unter den Rocky Mountains gedrängt.
Pelzjäger waren ab den 1830er Jahren in der Region tätig, es gibt aber keine Aufzeichnungen, in denen Devils Tower beschrieben würde. Expeditionen zu den Black Hills in den Jahren 1855 und 1857 kamen vermutlich nicht in Sichtweite des Berges, auch wenn ein Chronist 1857 aufzeichnete, durch ein Fernglas die Bear Lodge und Little Missouri Buttes Mountains gesehen zu haben. Er bezog sich aber vermutlich auf eine Hügelkette nördlich des Towers.

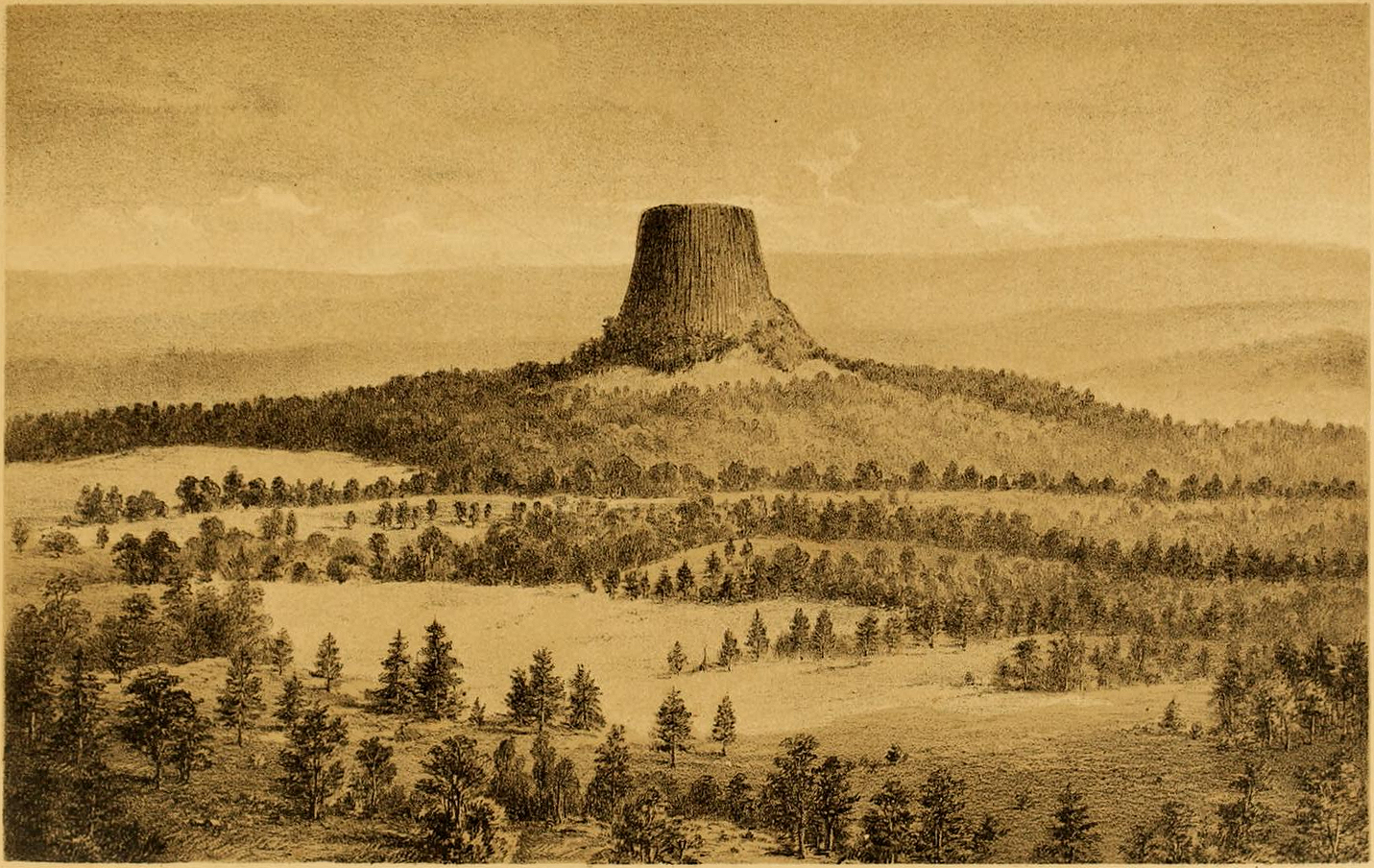
Abbildung des Devils Towers im Bericht zur 1875er Expedition in die Black Hills

1859 machten zwei Angehörige der Expedition von Capt. W. F. Raynolds zum Yellowstone-Gebiet einen Abstecher zum Devils Tower und waren somit die ersten Weißen, die ihn nachweislich sahen. Detaillierte Aufzeichnungen machte eine Vermessungsexpedition im Sommer des Jahres 1875:

„Sein [d.h. des Towers] bemerkenswerter Aufbau, seine Symmetrie und seine exponierte Lage machen ihn zu einem  unerschöpflichen Quell des Staunens. [...] Er ist ein großer, bemerkenswerter Obelisk aus Trachyt mit einem Säulenbau, der ihm ein längsgerieftes Aussehen verleiht, und er ragt 190 Meter beinahe senkrecht von der Basis empor. Sein Gipfel ist so vollkommen unzugänglich, dass ein energischer Entdecker, für den der Aufstieg auf einen normalen Berg ein angenehmer Zeitvertreib ist, wenn er an seiner Basis steht, nur hinauf schauen kann, ohne Hoffnung, jemals seinen Fuß auf ihn setzen zu können.“

Colonel Richard I. Dodge, Kommandeur der Militäreskorte der Expedition, gab dem Berg im Jahr 1876 in seinem Buch über die Black Hills als erster den Namen Devils Tower. In seinem amtlichen Bericht erklärte Newton im Jahr 1880 die Namensgebung damit, dass zwar die indianische Bezeichnung Mateo Tepee als Bear Lodge auf den alten Karten stünde, bad god's tower („Turm des Bösen Gottes“) aber die gebräuchliche Übersetzung für den Ausdruck der Indianer in der Region sei. Devils Tower („Teufelsturm“) wurde als elegantere Übersetzung gewählt. Dies gilt heute als Fehlübersetzung.
Im Vertrag von Fort Laramie 1868 wurde die Region den Lakota zugesprochen. George Armstrong Custer verletzte den Vertrag, als er 1874 mit einer militärischen Expedition die Black Hills erkundete und Gold fand. Die Berichte zogen Siedler und Goldsucher an, die sich illegal niederließen. Im Jahr 1875 gab die Armee den Versuch auf, die Eindringlinge zurückzuhalten. Die Indianer verteidigten ihr Jagdgebiet und im folgenden Jahr begann einer der letzten großen Kämpfe der Indianerkriege, der im Juni 1876 zur Schlacht am Little Bighorn, etwa 250 km nordwestlich des Devils Towers, mit der Niederlage und dem Tod Custers führte. Trotz dieses Sieges wurden schon im Herbst des gleichen Jahres die Lakota-Sioux, Cheyenne und Arapaho mit Gewalt in Reservate vertrieben.
Ab dem Jahr 1880 wurde das Gebiet offiziell für Siedler geöffnet, der kleine Goldrausch war bereits vorbei. Es gab erste Pläne, den Berg als Steinbruch zu nutzen, woraufhin über ein Schutzgebiet nachgedacht wurde. Im Jahr 1891 wurde der Devils Tower als Teil eines Waldschutzgebietes vorläufig gesichert, das Schutzgebiet wurde aber unter dem Siedlungsdruck verkleinert und 1898 ganz aufgehoben. Im selben Jahr legte Senator Francis E. Warren einen Gesetzentwurf vor, mit dem ein Devils Tower National Park eingerichtet werden sollte. Der Plan wurde in die Ausschüsse verwiesen und nicht weiter verfolgt.
Im Jahr 1906 trat der Antiquities Act in Kraft, wonach der US-Präsident das Recht hat, ohne Zustimmung des Kongresses Objekte von wissenschaftlicher Bedeutung im Bundesbesitz als National Monument unter Schutz zu stellen. Präsident Theodore Roosevelt ließ sich überzeugen, dass der Devils Tower erhalten bleiben müsse, und nutzte im September 1906 seine neue Kompetenz erstmals mit der Unterschutzstellung des Berges.
Während der Great Depression baute das Civilian Conservation Corps in den Jahren 1935 bis 1938 die Stichstraße und das erste Besucherzentrum sowie weitere Einrichtungen. Der Devils Tower wurde damit leichter erreichbar und bekannter.
Am 1. Oktober 1941 sprang der Stuntman George Hopkins ohne Anmeldung oder Genehmigung von einem Flugzeug mit dem Fallschirm ab und landete auf dem Berg. Ein Teil seiner Ausrüstung ging bei der Landung verloren, das Seil, das er für den Abstieg brauchte, fiel seitlich vom Berg und war für ihn unerreichbar. Ein Bergsteiger-Team unter Führung von Jack Durrance, der 1938 die nach ihm benannte Route erstbegangen hatte (siehe unten), kam von der Westküste zum Devils Tower und holte am 7. Oktober Hopkins herunter. Dieser war inzwischen mit von Flugzeugen abgeworfenen Lebensmitteln und Decken versorgt worden. Die Rettungsaktion war ein nationales Medienspektakel.
Anfang der 1960er Jahre wurde das Monument auf den im Wesentlichen bis heute bestehenden Stand ausgebaut. Im Rahmen der Mission 66 wurden in Vorbereitung des 50. Jubiläums des National Park Service ein Campingplatz in der Flussschleife des Belle Fourche Rivers sowie Wanderwege und Informationstafeln angelegt.

## Besteigungen

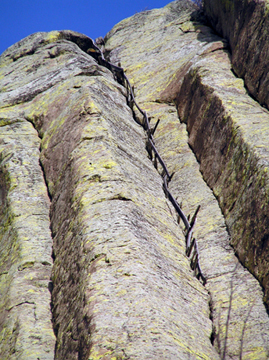
Die Original-Holzleiter, über die William Rogers und Willard Ripley 1893 als vermutlich erste Menschen den Devils Tower bestiegen

Der erste bekannte Aufstieg auf den Tower fand im Jahr 1893 statt, jedoch nicht in herkömmlicher Kletterei. William Rogers und Willard Ripley, Rancher aus der Nachbarschaft, bauten über Tage hinweg eine Leiter aus Pflöcken, die sie in einem durchgehenden Riss einschlugen und mit Weiden-Stangen verbanden. Anlässlich einer Feier des Unabhängigkeitstages bestiegen am 4. Juli 1893 Rogers und eine große Zahl von Nachbarn, auch Frauen, über die Leiter den Berg. Die Leiter blieb bis 1927 funktionsfähig, verwitterte Reste sind noch heute zu sehen.
Im Jahr 1937 waren drei Kletterer des American Alpine Club, Fritz Wiessner mit William P. House und Lawrence Coveney, die ersten, die mit moderner Klettertechnik den Gipfel erreichten. Wiessner führte durch die ganze Route in Freikletterei und schlug nur einen einzigen Haken, was er später bedauerte, weil er meinte, es wäre überflüssig gewesen. Ein Jahr später, im September 1938, fand die zweite Besteigung des Turms durch Jack Durrance und Harrison Butterworth statt. Die Durrance-Route liegt einige Dutzend Meter links der Wiessner-Route, ist etwa gleich schwer (nach der amerikanischen Schwierigkeitsskala 5.7) und heute die beliebteste, aber nicht zu unterschätzen. Amerikanische Kletterer bezeichnen sie als unterbewertet. Inzwischen sind fast alle Risse zwischen den Phonolith-Säulen erstiegen.
1987 hatte Catherine Destivelle den Turm noch im Alleingang bestiegen. Der Film über diese Besteigung ist noch heute (Stand 2025) bei youtube abrufbar.

## Das National Monument heute
Das Besucherzentrum des Schutzgebiets am Ende des Wyoming Highway 110 zeigt Ausstellungen zu Geologie und Naturgeschichte und zur Kultur der Prärieindianer der Region. Außerdem finden von hier regelmäßige, geführte Wanderungen statt und Ranger halten Kurzvorträge über das Gebiet.
Außer Wanderungen auf dem Rundweg am Fuß des Felsmonuments und weiteren Wegen in der Umgebung ist Freiklettern am Devils Tower eine beliebte Nutzung des Schutzgebietes. Um Konflikte mit den Indianern zu mindern, denen der Berg heilig ist und die Kletterer ablehnen, bittet der National Park Service, im Monat Juni auf das Klettern zu verzichten, weil zu dieser Zeit besonders viele Feierlichkeiten von Indianern im Schutzgebiet und der Region stattfinden. Seit dem Jahr 2006 müssen Kletterer sich im Besucherzentrum eintragen, Alleingänge sind inzwischen verboten.  Beim erstmaligen Besuch im Gebiet müssen Kletterer einen Einführungsfilm über die kulturelle Bedeutung des Berges für die Indianer ansehen.
International bekannt wurde der Devils Tower durch den Film Unheimliche Begegnung der dritten Art aus dem Jahr 1977. Das Finale des Spielfilms von Steven Spielberg wurde hier aufgenommen. Der Devils Tower erschien dort mehreren Menschen in Visionen, ein Feld direkt neben dem Monument diente dabei als Landebasis für Raumschiffe von Außerirdischen. In der Science-Fiction-Filmkomödie Paul – Ein Alien auf der Flucht aus dem Jahr 2011 spielen die Schlussszenen ebenfalls in der Nähe des Felsmonuments. 
Anfang August wird der Berg von tausenden Motorrad-Fahrern auf dem Weg zur Sturgis Motorcycle Rally im 130 km entfernten Sturgis besucht. An diesen Tagen werden in den meisten Jahren die höchsten Besucherzahlen des Gebiets erreicht.